# Gustav Schübler
Gustav Schübler, né le 15 août 1787 à Heilbronn, et mort le 8 septembre 1834 à Tübingen, est un naturaliste et médecin wurtembergeois.

## Biographie
Gustav Schübler est le fils aîné du maire de Heilbronn, Christian Ludwig Schübler (de) (1754-1820). Il fréquente d'abord le lycée d'Heilbronn (de), puis celui d'Ellwangen (Jagst), où la famille avait déménagé après la prise de possession de Heilbronn par le Wurtemberg. En 1806, il commence ses études en sciences naturelles et en médecine à l'université de Tübingen. Il devient membre du Corps Suevia Tübingen (de). Après une courte période à Vienne, il s'installe en 1811 comme médecin généraliste à Stuttgart. En 1812, il se rend en tant que professeur à l'Institut Fellenberg à Hofwil. Il devient ensuite professeur d'histoire naturelle et de botanique à l'Université de Tübingen. Il publie de nombreux articles scientifiques. Son œuvre la plus importante est la Flora von Würtemberg (Flore du Würtemberg) publiée en 1834, qu'il écrit en compagnie de Georg Matthias von Martens, et dans laquelle toutes les plantes du Wurtemberg sont enregistrées et décrites pour la première fois. Schübler est également le directeur de thèse d'Albert Zeller (de) (1830). À partir de 1819, Schübler est marié à la fille du pasteur Karoline Kern (1800–1874), à laquelle il donne un fils. En 1826, il est élu à l'Académie Léopoldine. Il est aussi membre correspondant de l'Académie des Sciences de Paris. Schübler meurt le 8 septembre 1834 peu de temps avant la publication de sa Flora von Württemberg.

## Publications

### Ouvrages
Liste non exhaustive
- (de) G Schübler et Georg Matthias von Martens, Flora von Würtemberg, 1834 (OCLC 719403466, lire en ligne)
- (de) Friedrich August von Alberti et G Schübler, Die Gebirge des Königreichs Würtemberg: in besonderer Beziehung auf Halurgie, J.G. Cotta, 1826 (OCLC 2141685, lire en ligne)
- (de) G Schübler et Karl Lebrecht Krutzsch, Grundsätze der Agricultur-Chemie in näherer Beziehung auf land- und forstwirtschaftliche Gewerbe, In Baumgärtners Buchhandlung, 1838 (OCLC 793569406, lire en ligne)
- (de) Gustav Schübler, Grundsätze der Meteorologie in näherer Beziehung auf Deutschlands Clima: Mit acht Kupfertafeln, einer vergleichenden Thermometer-Scale und mehreren Tabellen, Baumgärtner, 1831 (OCLC 258129011, lire en ligne)
- (de) G Schübler et Franz Xaver Müller, Untersuchungen über die Vertheilung der Farben und Geruchsverhältnisse in der Familie der Rubiaceen, Gedruckt bei C.H. Reiss, 1831 (lire en ligne)
- (de) G Schübler, Untersuchungen über die pflanzengegraphischen verhältnisse Deutschlands Eine inaugural-dissertation, welche vorlegt Anton Wiest., 1827 (OCLC 953808615, lire en ligne)
- (de) G Schübler et Karl Friederich Feil, Untersuchungen über die Vertheilung der Farben und Geruchsverhältnisse in den Familien der Asperifolien, Primulaceen, Convolvulaceen, Campanulaceen, Rosaceen, Ranunculaceen, Papaveraceen und Nymphaeen, Gedruckt bei C.H. Reiss, 1831 (OCLC 682076788, lire en ligne)
- (de) G Schübler et Franz Joseph Köhler, Untersuchungen über die Vertheilung der Farben und Geruchsverhältnisse in den wichtigern Familien des Pflanzenreichs, Gedruckt bei C.R. Reiss, 1831 (lire en ligne)
- (de) G Schübler et Johann C Lachenmeyer, Untersuchungen über die Farbenveränderungen der Blüthen, Gedruckt bei L.F. Fues, 1833 (lire en ligne)
- (de) G Schübler et Friedrich Koehler, Untersuchungen über Most- und Weintrauben-Arten Würtembergs, Gedruckt mit Schönhardt'schen Schriften, 1826 (lire en ligne)

### Noms scientifiques
C'est notamment l'auteur, avec G.Martens, du nom scientifique de la Carotte cultivée (Daucus carota subsp. sativus), mais également des noms suivants :
- Agrostis vulgaris var. aristata Schübl. & M.Martens, Fl. Wurtemberg (ed. 1) 63 (1834), nom. illeg.
- Astragalus microphyllus Schübl. & G.Martens, Fl. Wuertemb. 474.
- Brassica campestris annua Schübl. & G.Martens, Fl. Wurtemberg (ed. 1) 437 (1834).
- Brassica campestris biennis Schübl. & G.Martens, Fl. Wurtemberg (ed. 1) 437 (1834).
- Brassica campestris var. napobrassica (L.) Schübl. & G.Martens, Fl. Wurtemberg (ed. 1) 437 (1834).
- Brassica campestris vulgaris Schübl. & G.Martens, Fl. Wurtemberg (ed. 1) 437 (1834).
- Centaurea jacea subsp. grandiflora Gaudin ex Schübl. & G.Martens, Fl. Wurtemberg (ed. 1) 547 (1834).
- Houstonia crocea Schübl., Pl. Nov. Hort. Tubing. (1825) 20; ex Steud. Nom. ed. II. i. 777.
- Nicotiana marylandica Schübl., in Hort. Tubing. ex Dun. in DC. Prod. 13(1): 572 (1852).
- Phaseolus angulosus Schübl. & G.Martens ex G.Martens, Gartenbohne 47.
- Phaseolus dimidiatus Haberle ex Schübl. & Mart., Fl. Wuert. 472.
- Prunus avium subsp. juliana (L.) Schübl. & G.Martens, Fl. Wurtemberg (ed. 1) 311 (1834).
- Salix alba subsp. vitellina (es) (L.) Schübl. & G.Martens, Fl. Wurtemberg (ed. 1) 630 (1834).
- Triticum dicoccum Schübl., Diss. Char. Descr. Cereal. 29 (1818).
- Triticum tricoccum Schübl., Char. Desc. Cereal. (1818) 34; et in Flora, iii. (1820) 458. tt. 1, 2.
- Triticum velutinum Schübl., Char. Desc. Cereal. (1818) 13; ex Schult. Mant. ii. 413.

## Honneurs
Le genre végétal Schuebleria (en) de la famille des Gentianaceae est nommé en son honneur.